# Giovanni Furno
Giovanni Furno (Càpua, la Campània, 1 de gener de 1748 - Nàpols, la Campània, 20 de juny de 1837) fou un compositor i professor de música italià.
Tingué com a professor, entre d'altres, Lauro Rossi. Més endavant va ser professor de composició, durant molts anys, dels conservatoris Sant'Onofrio i Della Pietà de Nàpols.
Entre els seus deixebles hi hagué cèlebres compositors, com Vincenzo Bellini, Saverio Mercadante, Errico Petrella, Salvatore Agnelli, Giuseppe Bornaccini o els germans Luigi i Federico Ricci.
Va compondre algunes òperes d'escàs valor.